# Laver Cup 2024
La Laver Cup 2024 fue la séptima edición de la Laver Cup, un torneo por equipos de tenis masculino. Se llevó a cabo en cancha dura bajo techo en el centro de convenciones Uber Arena en Berlín, Alemania del viernes 20 al domingo 22 de septiembre.
Congregó a 6 raquetas de cada equipo, Europa y Resto del Mundo y dos más a elección del capitán.

## Participantes
| Rk.                 | Europa                                                                                         | Rk.                   | Resto del mundo                                                                                 |
| Capitán: Björn Borg | Capitán: Björn Borg                                                                            | Capitán: John McEnroe | Capitán: John McEnroe                                                                           |
| 2 3 5 9 10 12       | Alexander Zverev Carlos Alcaraz Daniil Medvédev Casper Ruud Grigor Dimitrov Stefanos Tsitsipas | 7 16 17 22 31 78      | Taylor Fritz Frances Tiafoe Ben Shelton Alejandro Tabilo Francisco Cerúndolo Thanasi Kokkinakis |
| Rk.                 | Suplentes                                                                                      | Rk.                   | Suplentes                                                                                       |
| 32                  | Flavio Cobolli                                                                                 | -                     | Ninguno                                                                                         |
| 37                  | Jan-Lennard Struff                                                                             | -                     | Ninguno                                                                                         |

## Partidos
Cada partido dará puntos. Un punto en el día 1, dos puntos en el día 2 y tres puntos en el día 3.
| Día | Fecha            | Tipo de partido | Europa                          | Resultado             | Resto del mundo              | Puntos por equipos | Resultado después del partido |
| 1   | 20 de septiembre | Individual      | Casper Ruud                     | 4-6, 4-6              | Francisco Cerúndolo          | 1                  | 0-1                           |
| 1   | 20 de septiembre | Individual      | Stefanos Tsitsipas              | 6-1, 6-4              | Thanasi Kokkinakis           | 1                  | 1-1                           |
| 1   | 20 de septiembre | Individual      | Grigor Dimitrov                 | 7-6(7-4), 7-6(7-2)    | Alejandro Tabilo             | 1                  | 2-1                           |
| 1   | 20 de septiembre | Dobles          | Carlos Alcaraz Alexander Zverev | 6-7(5-7), 4-6         | Taylor Fritz Ben Shelton     | 1                  | 2-2                           |
| 2   | 21 de septiembre | Individual      | Daniil Medvédev                 | 6-3, 4-6, [5-10]      | Frances Tiafoe               | 2                  | 2-4                           |
| 2   | 21 de septiembre | Individual      | Carlos Alcaraz                  | 6-4, 6-4              | Ben Shelton                  | 2                  | 4-4                           |
| 2   | 21 de septiembre | Individual      | Alexander Zverev                | 4-6, 5-7              | Taylor Fritz                 | 2                  | 4-6                           |
| 2   | 21 de septiembre | Dobles          | Casper Ruud Stefanos Tsitsipas  | 1-6, 2-6              | Ben Shelton Alejandro Tabilo | 2                  | 4-8                           |
| 3   | 22 de septiembre | Dobles          | Carlos Alcaraz Casper Ruud      | 6-2, 7-6(8-6)         | Ben Shelton Frances Tiafoe   | 3                  | 7-8                           |
| 3   | 22 de septiembre | Individual      | Daniil Medvédev                 | 7-6(8-6), 5-7, [7-10] | Ben Shelton                  | 3                  | 7-11                          |
| 3   | 22 de septiembre | Individual      | Alexander Zverev                | 6-7(5-7), 7-5, [10-5] | Frances Tiafoe               | 3                  | 10-11                         |
| 3   | 22 de septiembre | Individual      | Carlos Alcaraz                  | 6-2, 7-5              | Taylor Fritz                 | 3                  | 13-11                         |

|               |
| Campeones     |
| Europa        |
| Quinto título |